# Janthinobacterium rivuli
Janthinobacterium rivuli es una bacteria gramnegativa del género Janthinobacterium. Fue descrita en el año 2020. Su etimología hace referencia a riachuelo. Es aerobia y móvil por flagelo polar. Tiene un tamaño de 0,8-0,9 μm de ancho por 2-2,6 μm de largo. Forma colonias de color violeta claro y convexas. Produce el pigmento violaceína. Temperatura de crecimiento entre 4-30 °C, óptima de 24 °C. Catalasa y oxidasa positivas. Es sensible a los antibióticos: amikacina, gentamicina, kanamicina, tetraciclina, doxiciclina, minociclina, norfloxacino, ciprofloxacino y vancomicina. Resistente a oxacilina y clindamicina. Tiene un genoma de 6,37 Mpb y un contenido de G+C de 63,1%. Se ha aislado de un río en China. 